# Saab 9-5
La Saab 9-5 est une grande routière du constructeur automobile suédois Saab, produite entre 1997 et 2010 pour la première génération, et entre 2009 et 2011 pour la seconde génération.

## Première génération
La première Saab 9-5 est apparue en 1997, en remplacement de la Saab 9000. Le projet, désigné « projet 640 », débute en février 1993 sous la direction d'Einar Hareide, pour le design d'ensemble, et de Tony Catignani pour l'extérieur. Ce dernier mettra à contribution le modelage 3D assisté par ordinateur, et s'inspirera largement du dessin de la Saab 99 dont il reprendra les thèmes du « capot-coquillage » (couvrant les ailes), qui entoure la base du pare-brise, et la caractéristique forme en crosse de hockey du pilier C. Mais l'influence grandissante de GM freinera l'originalité, jugée coûteuse, de sorte que le prototype final qui roulera trois ans plus tard correspondra plus au souhait d'une production bon marché qu'à un exercice de style. Cette carrosserie offrait un {\displaystyle C_{x}} de 0,29.
Destinée à coiffer la gamme Saab, elle apporta son lot d'innovations :
- moteur V6 à turbo asymétrique basse pression d'origine Opel.
- système Saab Active Head Restraint, appui-tête actif réduisant les risques de lésions cervicales en cas de choc
- sièges avant ventilés

La gamme Saab 9-5 fut complétée en 1998 par la déclinaison break, appelée sportcombi. Un premier remodelage esthétique eut lieu en 2001. À cette occasion, le premier moteur Diesel fut introduit ; il s'agissait d'un V6 d'origine Isuzu développant 176 ch, uniquement disponible en boite manuelle.
Une version avec moteur Opel 2,2 diesel de 120 ch était également disponible. (BVA ou BVM)
Suivirent quelques modifications, dont l'introduction d'un modèle Aero équipé du 2.3 litres turbo de 260 ch. Une dernière retouche, destinée à mettre le véhicule en phase avec les nouvelles orientations stylistiques, est effectuée en décembre 2005. L'encadrement chromé des optiques avant est notamment l'œuvre d'Anthony Lo, directeur de l'Advanced Design (2004), centre stylistique de GM Europe. L'intérieur, spécifiquement le tableau de bord, bénéficia également d'une dernière harmonisation pour s'accorder au dessin de la 9-3 Berline de Sport.
À partir de 2009, la 9-5 ne sera plus proposée qu'en finition Griffin. La berline s'éteindra le 4 juillet 2009, où l'ultime modèle sortira des lignes d'assemblage de l'usine de Trollhättan, marquant ainsi la transition vers la future 9-5 de seconde génération. L'arrêt de la production du break aura lieu, lui, le 1er février 2010 pour ce qui restera un millésime 2009. Le dernier véhicule produit, un Sport-Combi Griffin 2.3t Biopower, est conservé au Musée Saab de Trollhättan.
Depuis la première voiture sortie des lignes le 16 juin 1997, la gamme 9-5 de première génération aura été assemblée à 483 593 unités ; 252 236 berlines et 231 357 breaks. La Saab 9-5 a reçu 5 étoiles sur 5 aux tests de l'Euro NCAP en 2003.

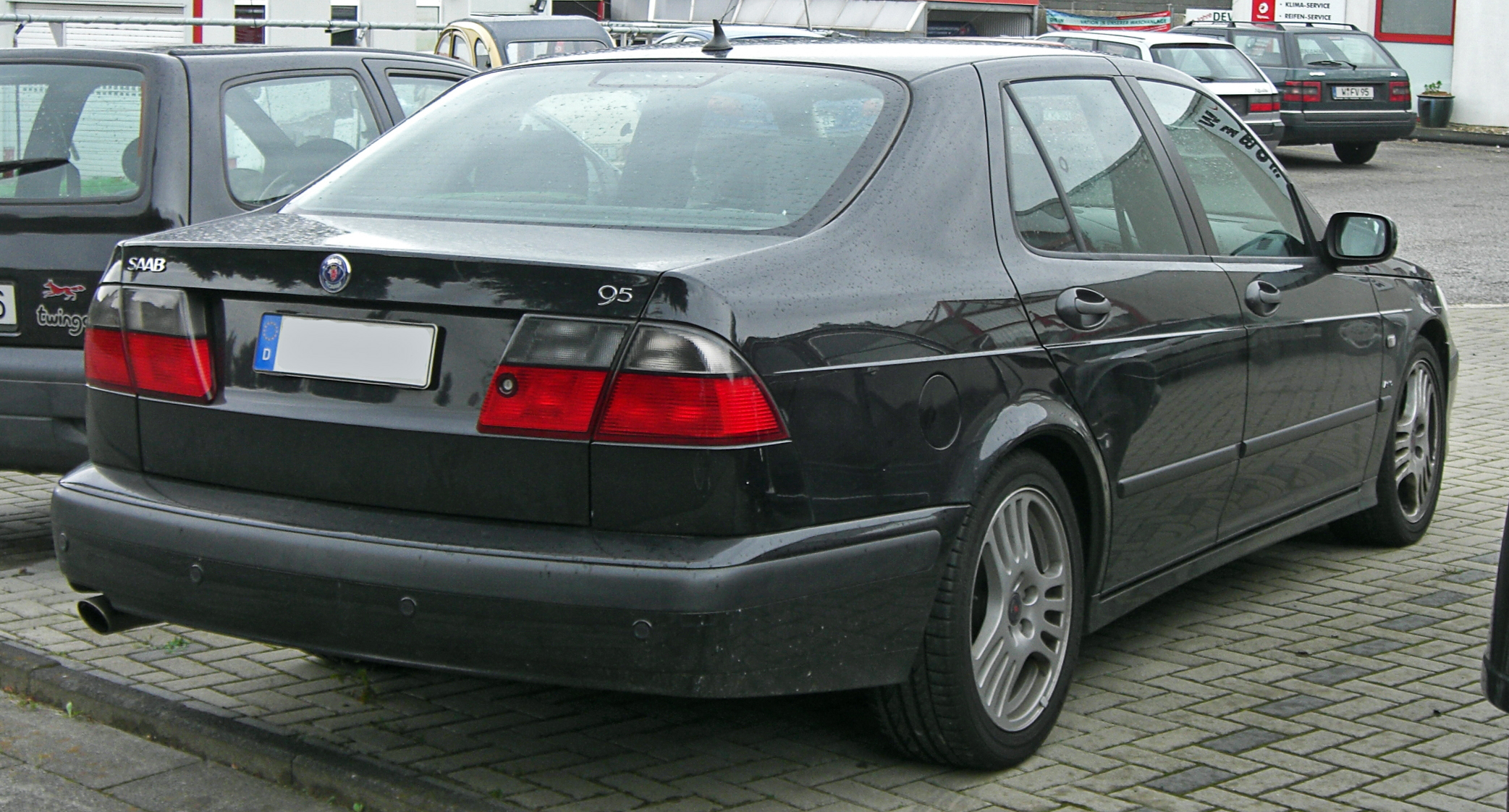
Arrière 2002
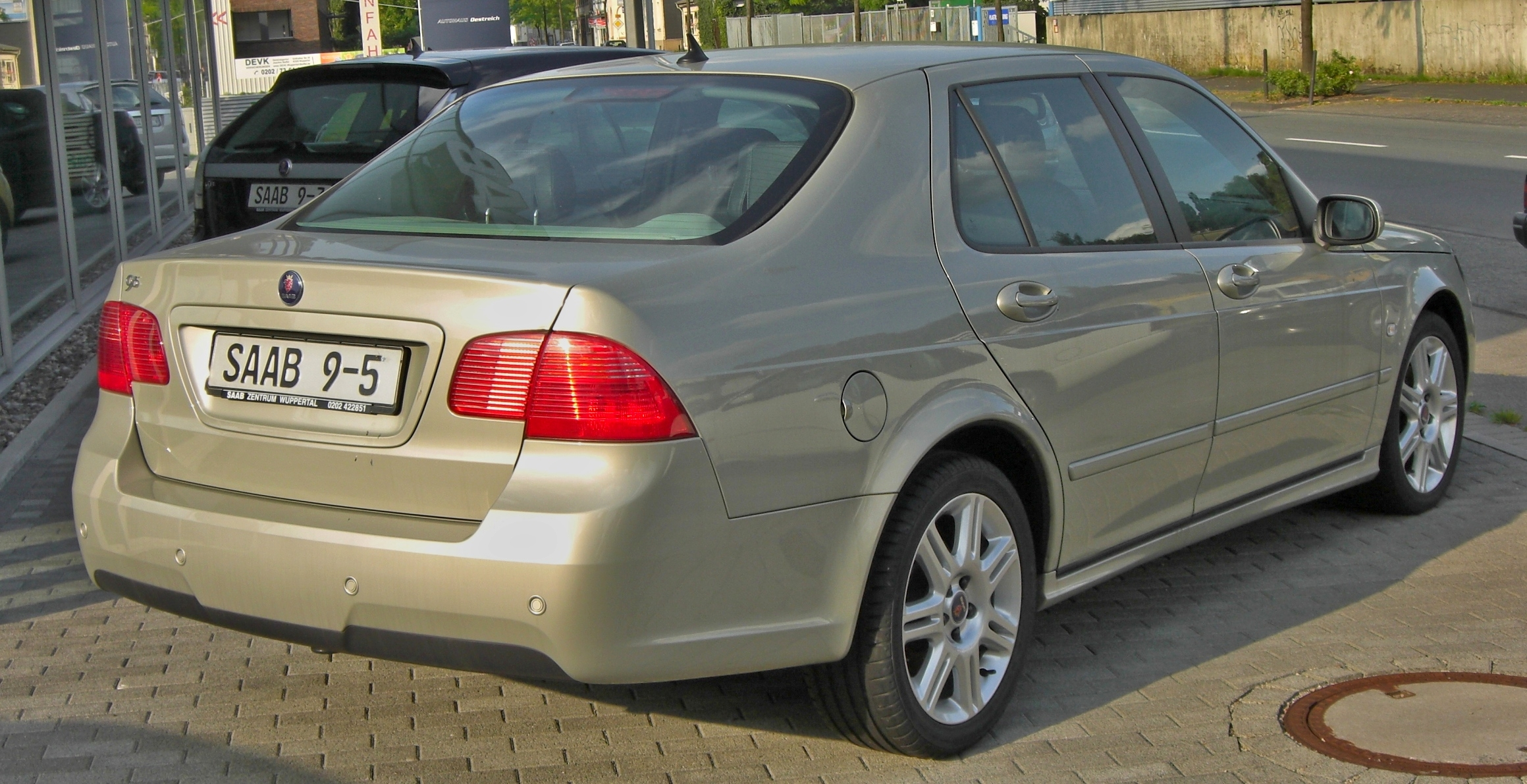
Arrière 2005
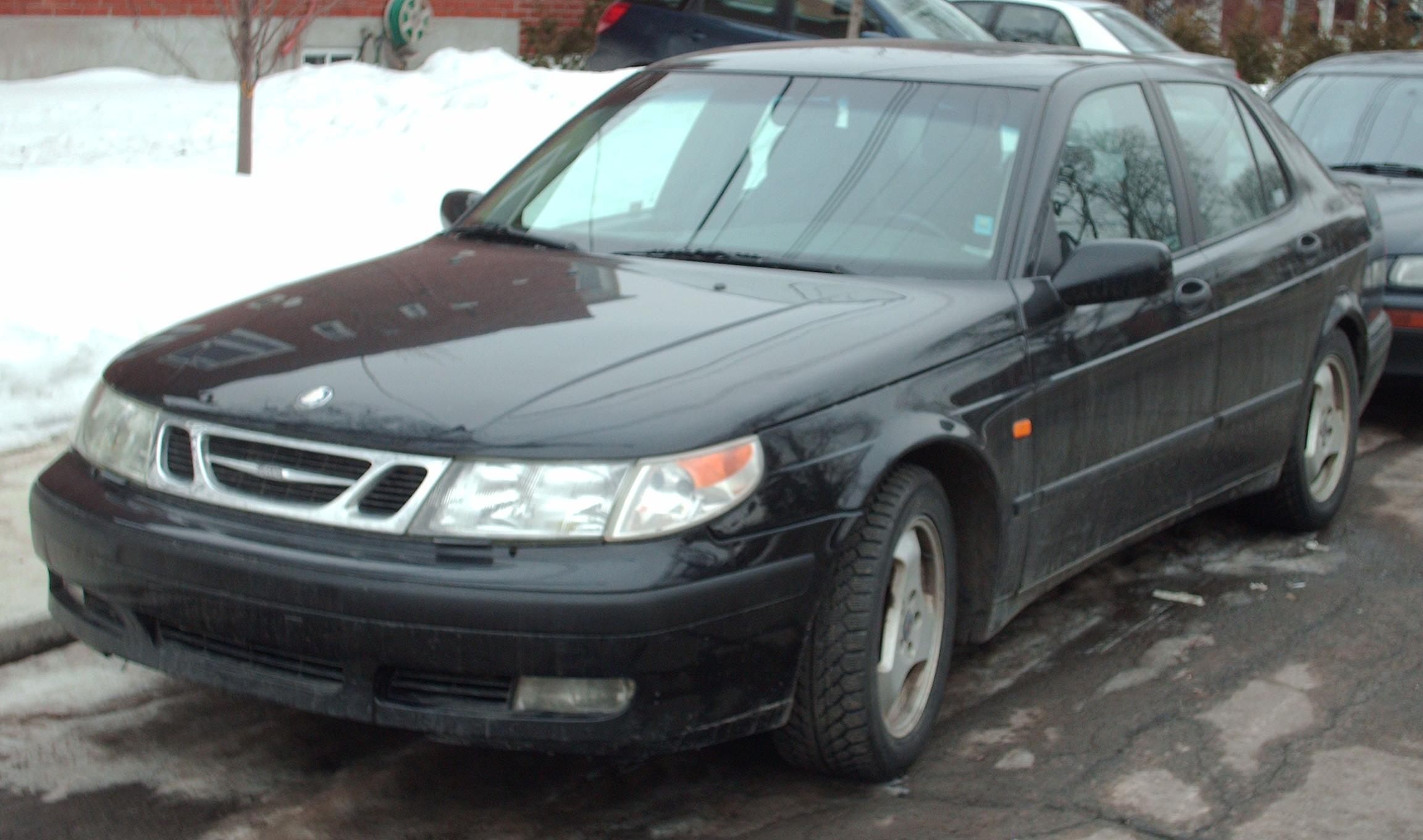
Proue 1998
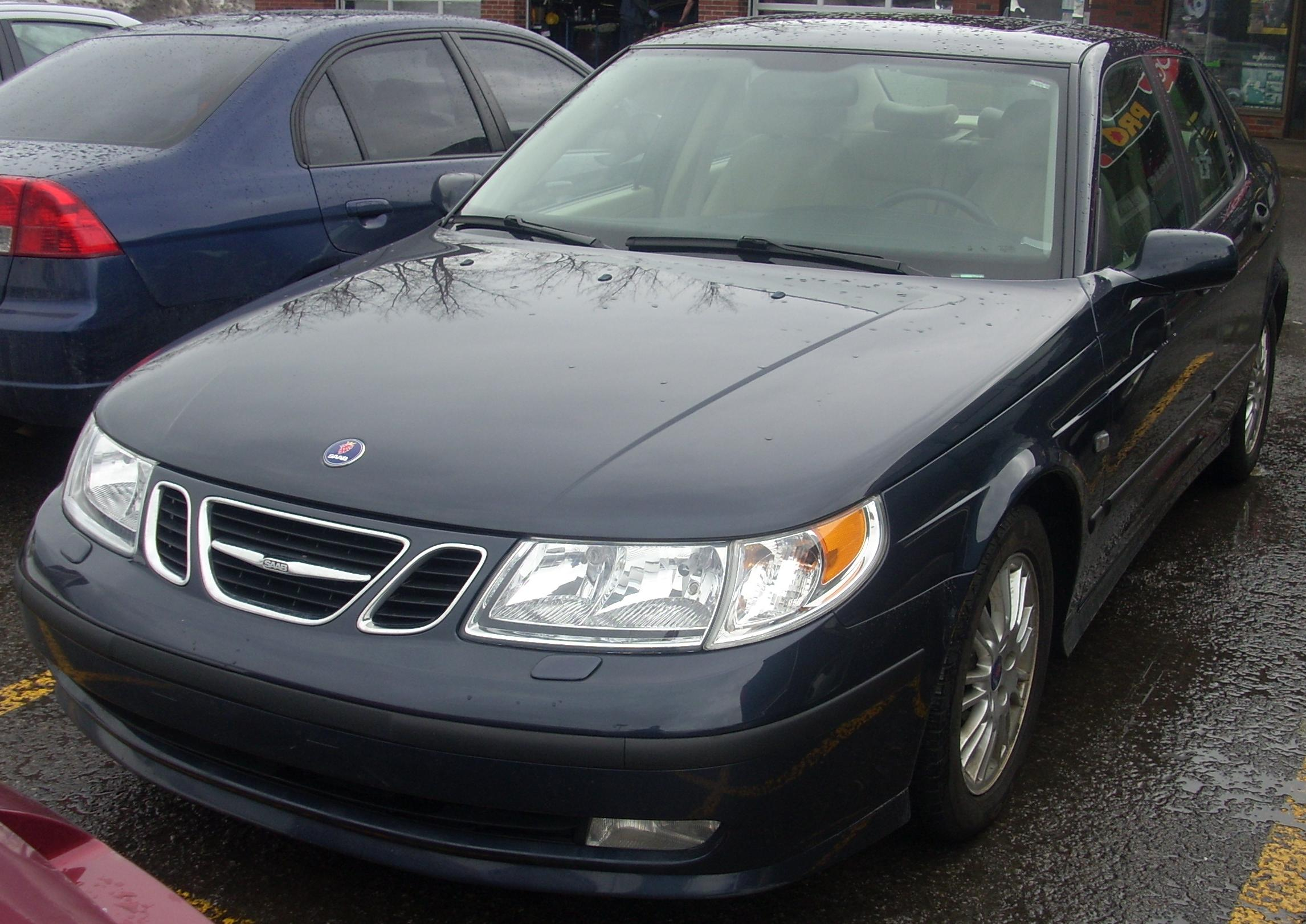
Proue 2002

### Carrière chinoise - Senova D
La carrière de l'ancienne 9-5 continuera en Chine sous une nouvelle robe, après acquisition des outils de production par le Chinois Beijing Automotive Industry Holding Corp. (BAIC) pour 200 millions de dollars, en vue d'une production locale dans une usine de Pékin. Tandis qu'est édifiée l'usine d'assemblage, BAIC présentera ses premiers modèles à peine différents, désignés C71 et C71EV (modèle électrique) au salon automobile de Pékin 2010 ; poupe et proue redessinées, et instrumentation de bord numérique en remplacement des compteurs à aiguille. Mais c'est au salon automobile de Pékin 2012 qu'apparaît la version commerciale définitive, sous une apparence profondément différente. Elles devaient être commercialisées dès la fin 2012 sous la désignation C70 en versions essence et électrique, mais la mise en œuvre prendra du retard.
Dès 2013, BAIC Motor commercialise une version plus aboutie, dessinée chez Pinifarina, sous la désignation Séries D Senova (Shenbao), se targuant de l'héritage Saab, avec deux motorisations : le 2.0 turbo B205R de 150 kW pour la D280, et le 2.3 turbo B235R de 184 kW pour la D320, le 1.8T B185R de 130 kW étant réservé aux voitures gouvernementales D230. Plus longue de 52 mm que la Saab, volant et consoles sont eux aussi redessinés pour offrir un aspect contemporain et intégrer des options récentes. Senova (Shenbao, 紳寶 ou 绅宝) est une marque élaborée par BAIC, en vue d'exploiter la licence Saab 9-5 acquise chez GM en 2009.
Tous les modèles seront finalement renommés Senova D70 au moment du lancement. La presse chinoise émettra un avis réservé, jugeant la finition moyenne, la position de conduite inconfortable, la transmission d'origine Aisin-Warner peu performante et le turbo paresseux, comparativement à la Saab originelle.

### Motorisations[9]
La transmission aux roues avant s'effectue via une boîte à 5 rapports, ou une boîte automatique à 4 rapports, puis 5 rapports à partir de 2001. Le V6 à 54° de GM, proposé dès 1999, est géré par le boîtier Saab Direct Ignition. La modification apportée par l'ingénieur Thomas Jansen le dote du premier turbocompresseur asymétrique au monde sur voiture de série. Le principe consiste à entraîner la partie turbine du turbocompresseur avec les gaz d'échappement d'un seul banc de cylindres (ici, 3 cylindres). Dès 2005 le véhicule est disponible en version BioPower, c'est-à-dire avec un moteur Flexfuel qui fonctionne indifféremment à l'éthanol E85 ainsi qu'à l'essence sans plomb 95, la puissance étant optimisée pour l'E85. Ce moteur, développé par Saab Automobile Powertrain AB, a simplement nécessité le renforcement de quelques pièces pour résister à l'éthanol, comme le réservoir de carburant, les canalisations, les durites, et un renforcement des sièges de soupape et des soupapes. La gestion électronique s'occupe de la transition entre les deux carburants, et du fonctionnement du turbo.
- 1.9 TiD 150 ch (dès 2006) - Fiat Powertrain Technologies
- 2.0t 150 ch (1998-2009)- B205E
- 2.0t BioPower 150 ch/180 ch (dès 2005) - B205E
- 2.2 TiD 120 ch (2002-2006) - Opel
- 2.3 Turbo 230 ch, puis 250 ch et 260 ch (version aero) et 220 ch (version griffin) - B235R
- 2.3t 170 ch puis 185 ch en 2000 - B235E
- 2.3t BioPower 175 ch/210 ch (dès 2006) - B235L
- 3.0t V6 200 ch (1999 à 2003) - 310 N m à 2 100 tr/min - turbo asymétrique - B308 (GM X30/L81)
- 3.0 TiD V6 176 ch (2001 à 2006) - Isuzu D308L (Isuzu DMAX)

À l'occasion du salon de Genève 2007, Saab présenta une version break équipée d'un moteur BioPower fonctionnant au bioéthanol E100 : la Saab 9-5 BioPower 100 Concept. Ce moteur 2.0i à quatre cylindres, dessiné sous la direction de Kjell Bergström, développait 300 ch pour un couple de 400 N m, permettant d'effacer le 0 à 100 km/h en 6,6 s.

### Finitions
Les modèles phase 1 (1998-2001) de ce véhicule étaient proposés en 4 niveaux de finition :
- Pack

Premier modèle de la gamme, elle dispose d'équipements déjà conséquents : airbags, ABS, climatisation bi-zone automatique, système audio avec commandes au volant.
- SE

En plus de l'équipement de la version Pack, elle se distingue essentiellement par son intérieur cuir et un tableau de bord imitation bois. D'autres équipements de confort sont également proposés (régulateur de vitesses, système audio plus puissant). Cette version possède toutes la caractéristiques mécaniques et châssis de la version AERO, mais son turbo est plus petit et ses disques avant sont de 288 mm au lieu de 308 pour l'AERO. Le moteur ne développe que 185 ch
- Aero

Équipée d'un châssis sport abaissé de 10 mm et de disques de frein plus grands, l'Aero bénéficie du moteur 2.3t de 230 ch. Le couple de 350 N m à 1 900 tr/min (soit le régime moteur à 90 km/h) peut atteindre, grâce à une fonction overboost, 370 N m pendant 20 s. Un système de contrôle électronique du couple (Traction Control System) limite les désagréments sur le train avant, il peut toutefois être librement désactivé.
- Griffin

Version luxueuse et orientée vers le confort et la souplesse. Elle se caractérise entre autres par des sièges ventilés et chauffants et un système audio Harmann Kardon. Les seules options disponibles sont le toit ouvrant et la peinture métallisée. Elle est uniquement motorisée par le V6 essence de 200 ch et en BVA.
En 2001, une série spéciale est apparue avec les derniers modèles ph 1. Elle était dotée des équipements et du châssis de la version "aero" mais motorisée par le moteur 2.3t de 185 ch.
Les séries suivantes (phase 2 de 2001 à 2005 et phase 3 de 2005 à 2010) ont adopté de nouvelles dénominations :
- Linear

Semblable à la version Pack des modèles ph 1.
- Arc

Elle se rapproche de l'ancienne finition « SE », ce qui fait d'elle la déclinaison luxueuse et confortable de la gamme.
- Vector

Finition intermédiaire entre la version « Arc » et « Aero », elle se caractérise par une certaine sportivité (tableau de bord en aluminium, jantes 17 pouces, sièges semi-cuir).
- Aero

Pas de changements notables en termes d'équipement par rapport à la phase 1. La motorisation quant à elle est passée à 250 ch puis 260 ch.
- Griffin

Réapparue avant la fin de la version phase 2 avec le moteur 4 cylindres - 2.3 l de 220 ch. Elle est ensuite devenue la version unique et finale de la gamme 9-5, présageant l'apparition du nouveau modèle, et proposée avec les moteurs diesel et biopower.

## Seconde génération
La Saab 9-5 II a été présentée le 15 septembre 2009 à l'occasion du salon de l'automobile de Francfort (Allemagne), pour une commercialisation démarrant à l'été 2010. Le break sportcombi (estate) présenté au salon automobile de Genève 2011 (Suisse), devait être commercialisé fin 2011. Le véhicule a reçu cinq étoiles au test Euro NCAP 2009.

### Design
Basée sur la plate-forme GM Epsilon II développée en partenariat avec Saab, l'ingénieur Stefan Rundquist proposa toutefois un profond remaniement pour une forte spécificité Saab dans la configuration du châssis. L'aménagement intérieur et la ligne de carrosserie amorcent le retour revendiqué vers un design suédois inspiré du concept car Aero X sous la direction de Simon Padian, responsable du design Saab.
Le dessin extérieur montre une carrosserie très lisse, dans la ligne des récents concept-cars Saab. L'architecture du vitrage, inspiré de l'ancienne 900, a été dessiné pour évoquer une verrière d'aéronef, grâce notamment à sa forme enveloppante et à la couleur noire des piliers A et B. En signe distinctif, les phares de type « bloc de glace » sont soulignés d'une ligne bleue de diodes électroluminescentes, qui sert de feux de jour conformément à la directive européenne 2008/89/EC et à la règlementation Daytime Running Light (DRL).
L'instrumentation de bord présente une ambiance aéronautique volontairement marquée avec, entre autres, une illumination en vert sur fond noir et une ergonomie renforcée. Le centre du compteur de vitesse est occupé par un écran LCD circulaire, qui affiche diverses informations au choix, configuré par défaut en mode indicateur de vitesse à barres façon avion de chasse. L'atmosphère aviation se renforce avec l'option d'un indicateur tête-haute, ou HUD, qui projette directement en vert les informations sur le pare-brise. La console centrale incorpore l'écran tactile de l'ordinateur de bord multimédia, piloté par une molette. Signature Saab, le dispositif de démarrage du véhicule reste situé entre les deux sièges avant, sous forme d'un simple bouton qui remplace la clef de contact ; c'est désormais le porte-clefs qui commande automatiquement à distance le déverrouillage, en s'identifiant au véhicule. L'espace libéré par la suppression du levier de frein de parking, qui devient électrique, autorise la présence de rangements.
L'équipe du projet a particulièrement travaillé l'aérodynamique, en ce qui concerne notamment le bruit des écoulements d'air. Avec un {\displaystyle C_{x}} de 0,28, le carénage du véhicule optimise l'écoulement par la présence d'ouïes latérales derrière les roues avant, par un sillon horizontal sur le bouclier arrière et par un dessin étudié des rétroviseurs, contribuant ainsi à réduire le bruit en croisière.

### Technologie
Sous la direction de l'ingénieur Mats Fägerhag, le développement technique de la nouvelle Saab 9-5 intègre plusieurs innovations. L'option du Saab DriveSens permet le réglage électronique en temps réel du châssis du véhicule ; le dispositif Advanced Park Assist aide le conducteur dans les manœuvres de parcage en calculant la trajectoire idéale ; un régulateur de vitesse adaptatif permet, grâce à un radar, de maintenir la distance de sécurité entre la voiture et le véhicule de devant. Le véhicule est également doté du Variable Effort Steering, qui adapte la dureté de la direction en fonction de la vitesse, du dispositif de reconnaissance des panneaux de signalisation, d'un système d'alerte de franchissement de ligne, d'une troisième version améliorée du fameux système d'appui-tête actif SAHR, et d'autres innovations concernant l'équipement multimédia, avec notamment l'intégration dans les sièges avant de lecteurs DVD à destination des passagers arrière.
S'agissant de l'optique, la nouvelle 9-5 inaugure les phares bixenon Smart Beam, dont l'inclinaison, la direction et le mode d'éclairage varient automatiquement en fonction de la vitesse, des virages, du type de route et des conditions météorologiques.

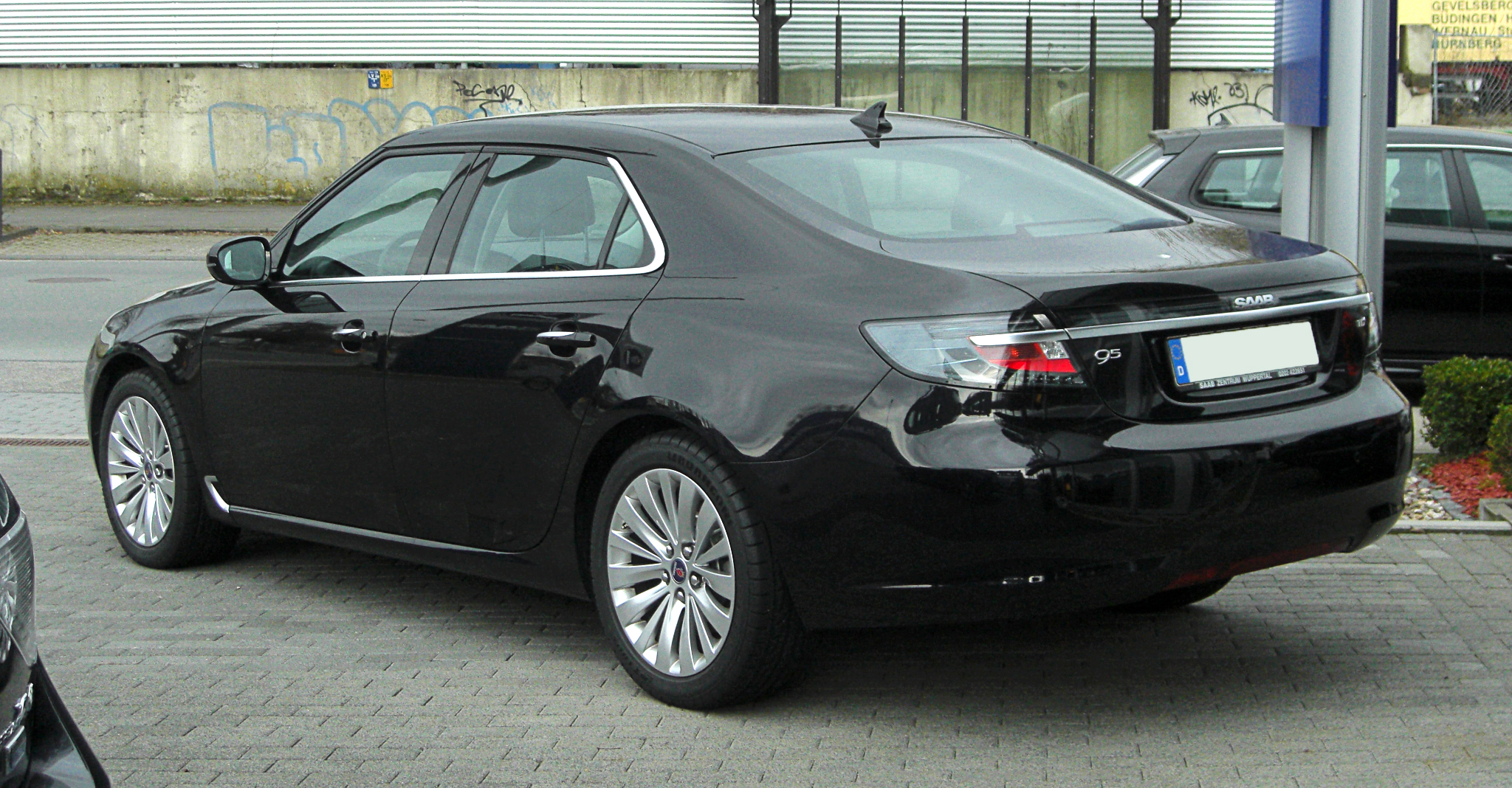
Dessin arrière.
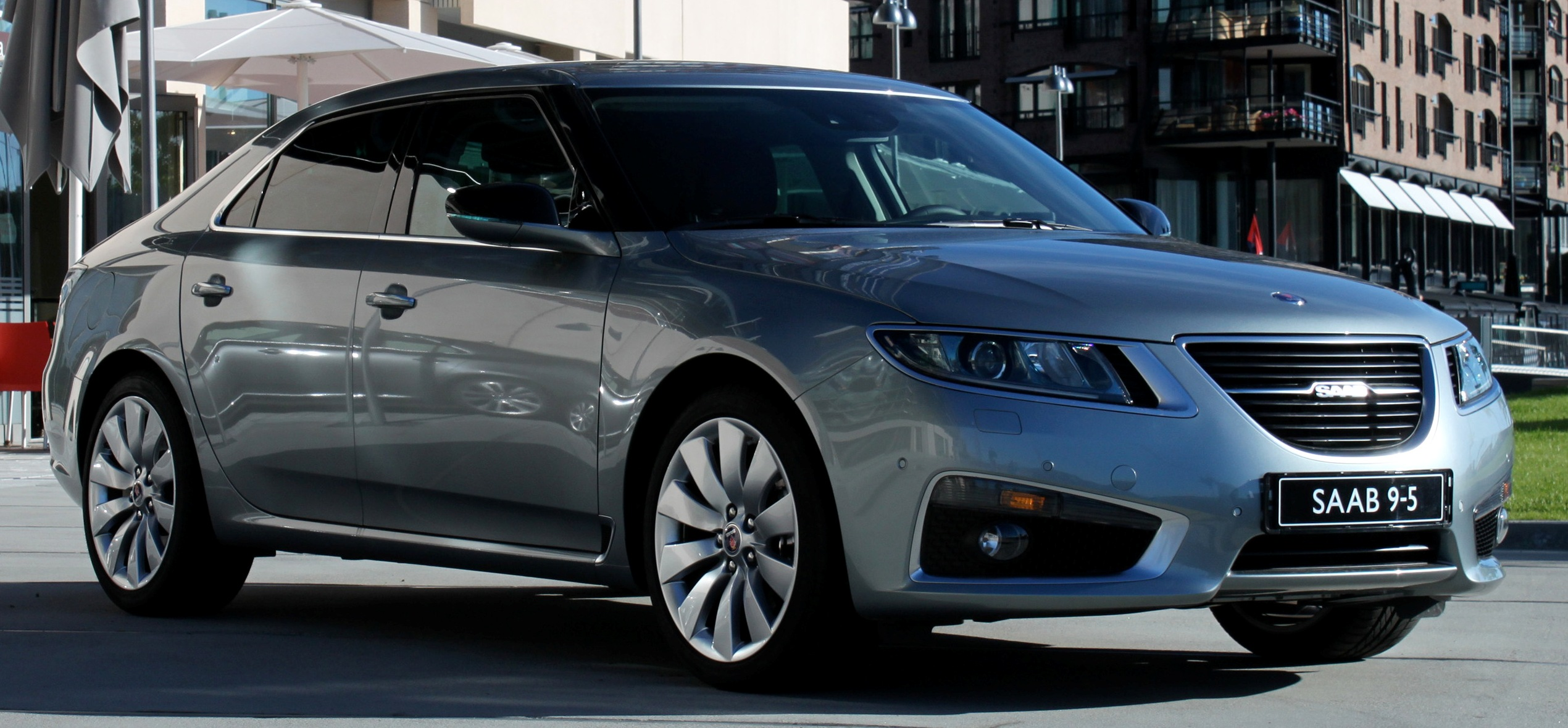
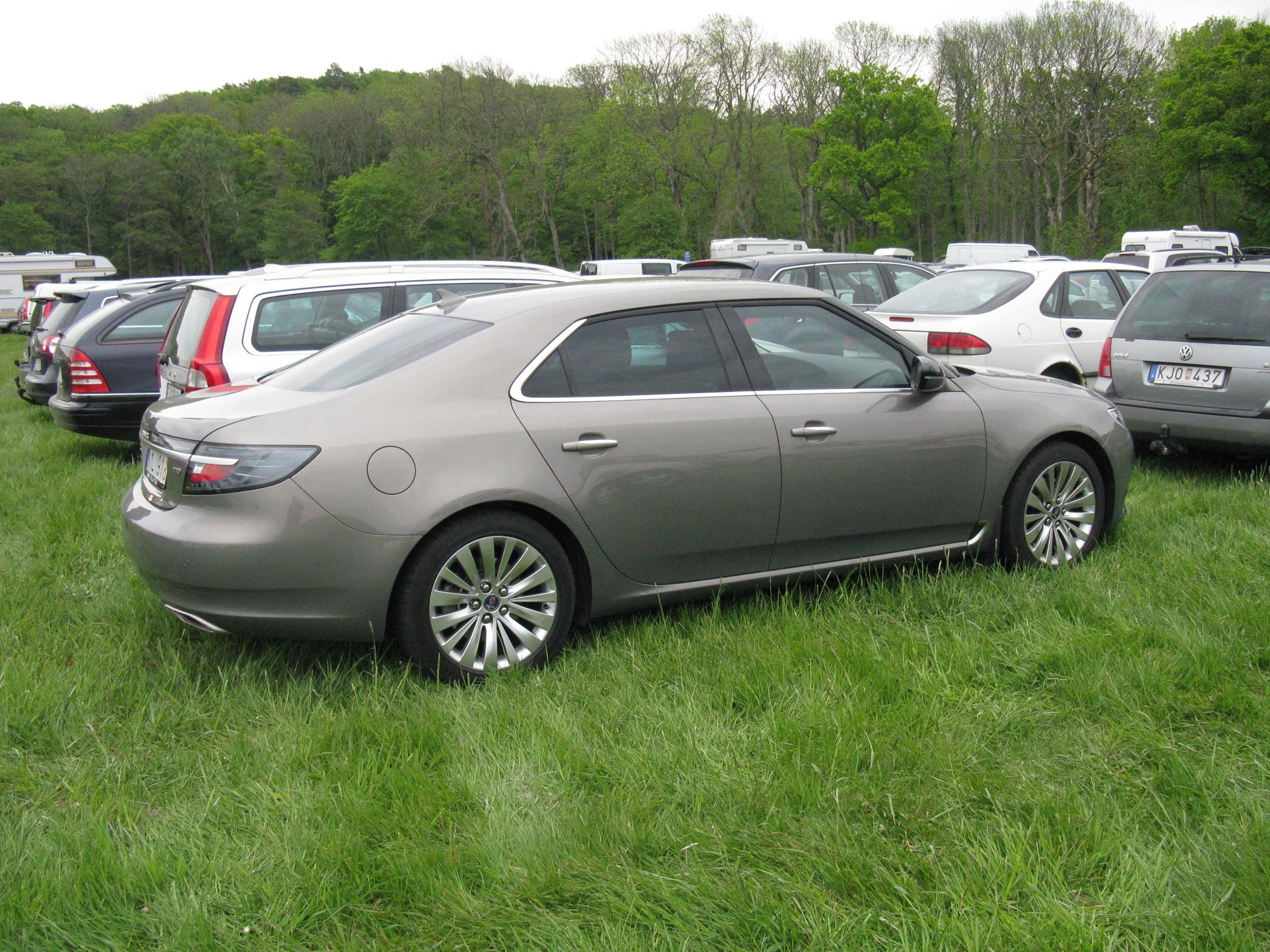
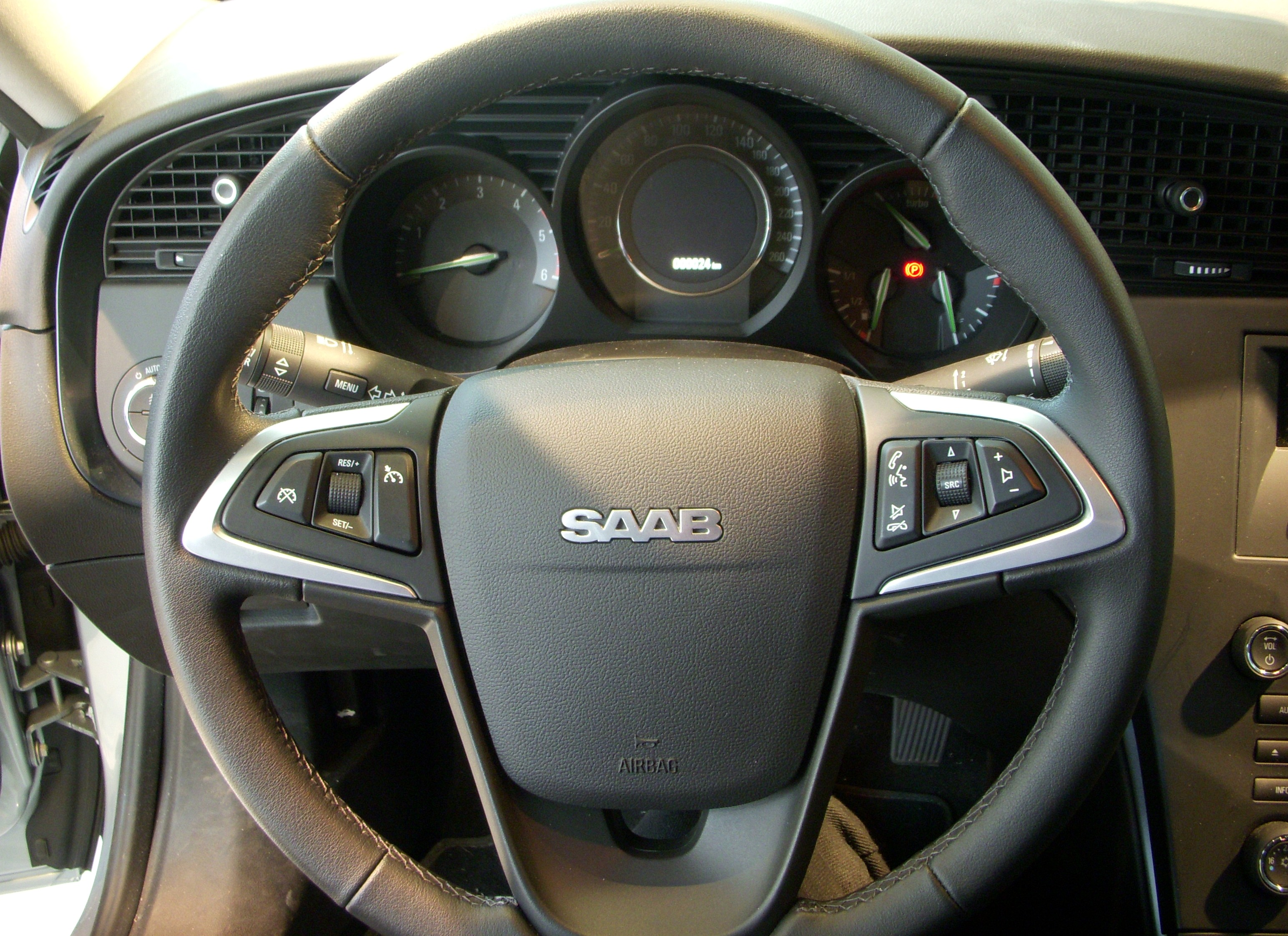

### Motorisations[17]
Les moteurs transmettent leur puissance via une boîte mécanique à 6 rapports ou une boîte automatique Saab Sentronic SWC à 6 rapports. Si la transmission de base reste en mode traction, l'option XWD (cross wheel drive) intégrale développée en collaboration avec Haldex est disponible avec les moteurs 2.0t et V6 2.8t. Tous les moteurs essence et éthanol sont à injection directe, et pourvus d'une chaîne de distribution sans entretien. La capacité du réservoir de carburant est fixée à 70 litres.
- 1.6 Turbo 180 ch (132 kW) - 1 598 cm3 - 16s avec fonction overboost.

Ce moteur quatre cylindres développe un couple de 230 N m sur une plage comprise entre 2 200 et 5 500 tr/min, la fonction overboost l'amplifie à 260 N m pendant 5 s quand on appuie plein gaz, ce qui offre une accélération de 0 à 100 km/h en 9,5 s. L'atténuation acoustique est obtenue par un bloc en fonte et par un carter d'huile en aluminium moulé sous pression (diecasting). L'utilisation d'arbres à cames creux réduit le poids, tandis qu'un volant moteur bi-masse améliore la souplesse d'utilisation. Enfin, un thermostat régule et optimise la température du liquide de refroidissement pour minimiser les frictions, le liquide est réchauffé à bas régime ou à faible charge, contribuant ainsi à réduire la consommation de carburant. La consommation mixte est évaluée à 7 l/100 km, pour un rejet moyen de CO2 à 179 g/km.
- 2.0 Twinscroll turbo 220 ch (162 kW) - 1 998 cm3 - 16s injection directe, gestion Bosch Motronic MED.

Voir ci-dessous.
- 2.0 BioPower twinscroll turbo 220 ch (162 kW) - 1 998 cm3 - 16s injection directe, gestion Bosch Motronic MED.

Comme la version essence, ce 2.0t Biopower est tout aluminium avec un vilebrequin en acier forgé, et développe un couple de 350 N m dès 2 500 tr/min. Le calage des soupapes est variable, l'injection directe par étincelle, et les arbres à cames sont à commande hydraulique. Le calage des soupapes d'admission et d'échappement varie en fonction de la charge et de la vitesse du moteur. Le turbo est doublé, chacune des turbines est entraînée indépendamment ; l'une par l'échappement des cylindres 1 et 4, l'autre par celui des cylindres 2 et 3. Enfin les deux arbres d'équilibrage sont contrarotatifs. Avec la version essence et flexfuel, le 0 à 100 km/h est effacé en 7,9 s. La consommation mixte est évaluée à 8,4 l/100 km pour un rejet moyen de CO2 de 199 g/km.
- 2.0 TiD 160 ch (118 kW) - 1 956 cm3 - 16s, gestion Bosch EDC.

Ce diesel turbo à géométrie variable offre un couple de 350 N m pour une consommation mixte de 5,3 l/100 km, avec un rejet de CO2 moyen évalué à 139 g/km. Le bloc est en fonte, les têtes de cylindre en alliage d'aluminium et les arbres à cames en tête entraînés par une courroie de distribution. Les collecteurs d'admission ont la particularité d'être en matière composite, et un volant moteur bi-masse assure une souplesse d'utilisation accrue. Enfin, un filtre à particules sans entretien assure l'atténuation des rejets.
- 2.8 Twinscroll Turbo 300 ch (221 kW) - 2 792 cm3 - V6 60° 24s, gestion Bosch Motronic ME9.

Ce six cylindres, qui équipe également l'Opel Insignia, est réglé ici pour délivrer un couple de 400 N m entre 2 000 et 5 000 tr/min, propulsant le véhicule de 0 à 100 km/h en 6,9 s. Les soupapes d'admission et d'échappement restent à calage variable, et le turbo unique twinscroll Borg-Warner refroidi par eau, monté au centre du « V » au-dessus de la boîte de vitesses, est alimenté séparément par chacun des deux bancs de cylindres. Pour compenser le fort taux d'émissions à froid, les collecteurs d'échappement possèdent une double paroi, avec des chemises en acier inoxydable hydroformé, chargée d'atténuer l'absorption de chaleur. En démarrage à froid, de l'air est injecté dans chaque collecteur pendant au plus 30 s, permettant au pré-catalyseur d'atteindre sa température efficace plus rapidement. La longévité du moteur est assurée par un vilebrequin en acier forgé en micro-alliage reposant sur quatre paliers, des bielles en acier fritté et des pistons en aluminium enduits de polymère antifriction et dotés de gorges anodisées, lubrifiés et refroidis par un triple jet d'huile, qui coulissent dans des chemises rapportées en fonte. Les quatre arbres à cames sont entraînés par deux chaînes sans entretien.

### Spécifications techniques
| Dénomination des moteurs    | Dénomination des moteurs     | 1.6 Turbo 180          | 2.0 Turbo 220 BioPower                 | 2.0 Turbo 220 BioPower                 | 2.0 Turbo 220 BioPower                 | 2.0 Turbo 220 BioPower                 | 2.8 Turbo 300          | 2.0 TiD 160            | 2.0 TiD 160            | 2.0 TTiD 190           | 2.0 TTiD 190           |
| Dénomination des moteurs    | Dénomination des moteurs     | 1.6 Turbo 180          | (existe aussi en version 100% essence) | (existe aussi en version 100% essence) | (existe aussi en version 100% essence) | (existe aussi en version 100% essence) | 2.8 Turbo 300          | 2.0 TiD 160            | 2.0 TiD 160            | 2.0 TTiD 190           | 2.0 TTiD 190           |
| --------------------------- | ---------------------------- | ---------------------- | -------------------------------------- | -------------------------------------- | -------------------------------------- | -------------------------------------- | ---------------------- | ---------------------- | ---------------------- | ---------------------- | ---------------------- |
| Années de commercialisation | Années de commercialisation  | 2010-2012              | 2010-2012                              | 2010-2012                              | 2010-2012                              | 2010-2012                              | 2010-2012              | 2010-2012              | 2010-2012              | 2010-2012              | 2010-2012              |
| Moteur                      | Disposition                  | 4 cylindres en ligne   | 4 cylindres en ligne                   | 4 cylindres en ligne                   | 4 cylindres en ligne                   | 4 cylindres en ligne                   | 6 cylindres en V       | 4 cylindres en ligne   | 4 cylindres en ligne   | 4 cylindres en ligne   | 4 cylindres en ligne   |
| Moteur                      | Carburant                    | Essence                | Essence / Superéthanol E85             | Essence / Superéthanol E85             | Essence / Superéthanol E85             | Essence / Superéthanol E85             | Essence                | Diesel                 | Diesel                 | Diesel                 | Diesel                 |
| Moteur                      | Cylindrée                    | 1 598 cm3              | 1 998 cm3                              | 1 998 cm3                              | 1 998 cm3                              | 1 998 cm3                              | 2 792 cm3              | 1 956 cm3              | 1 956 cm3              | 1 956 cm3              | 1 956 cm3              |
| Moteur                      | Distribution                 | Chaîne                 | Chaîne                                 | Chaîne                                 | Chaîne                                 | Chaîne                                 | Chaîne                 | Courroie               | Courroie               | Courroie               | Courroie               |
| Moteur                      | Injection                    | Multipoints            | Directe                                | Directe                                | Directe                                | Directe                                | Multipoints            | Directe                | Directe                | Directe                | Directe                |
| Moteur                      | Suralimentation              | Turbo                  | Turbo                                  | Turbo                                  | Turbo                                  | Turbo                                  | Turbo                  | Turbo                  | Turbo                  | Biturbo                | Biturbo                |
| Performances                | Puissance                    | 180 ch (132 kW)        | 220 ch (162 kW)                        | 220 ch (162 kW)                        | 220 ch (162 kW)                        | 220 ch (162 kW)                        | 300 ch (221 kW)        | 160 ch (118 kW)        | 160 ch (118 kW)        | 190 ch (140 kW)        | 190 ch (140 kW)        |
| Performances                | Couple                       | 230 N m à 2 200 tr/min | 350 N m à 2 500 tr/min                 | 350 N m à 2 500 tr/min                 | 350 N m à 2 500 tr/min                 | 350 N m à 2 500 tr/min                 | 400 N m à 2 000 tr/min | 350 N m à 1 750 tr/min | 350 N m à 1 750 tr/min | 400 N m à 1 750 tr/min | 400 N m à 1 750 tr/min |
| Performances                | Accélération (0 à 100 km/h)  | 9,5 s                  | 7,9 s                                  | 8,5 s                                  | 8,0 s                                  | 9,9 s                                  | 6,9 s                  | 9,9 s                  | 10,1 s                 | 8,8 s                  | 9,2 s                  |
| Performances                | Vitesse maximale             | 220 km/h               | 240 km/h                               | 235 km/h                               | 230 km/h                               | 230 km/h                               | 250 km/h               | 215 km/h               | 210 km/h               | 230 km/h               | 220 km/h               |
| Transmission                | Boîte de vitesses            | Mécanique 6 vitesses   | Mécanique 6 vitesses                   | Automatique 6 vitesses                 | Mécanique 6 vitesses                   | Automatique 6 vitesses                 | Automatique 6 vitesses | Mécanique 6 vitesses   | Automatique 6 vitesses | Mécanique 6 vitesses   | Mécanique 6 vitesses   |
| Transmission                | Transmission                 | Traction               | Traction                               | Traction                               | Transmission intégrale                 | Transmission intégrale                 | Transmission intégrale | Traction               | Traction               | Traction               | Transmission intégrale |
| Consommation                | Conso. mixte (litres/100 km) | 7,8                    | 8,4                                    | 9,4                                    | 8,8                                    | 9,9                                    | 10,6                   | 5,3                    | 6,8                    | 6,0                    | 6,7                    |
| Consommation                | CO2 (g/km)                   | 179                    | 194                                    | 218                                    | 199                                    | 228                                    | 244                    | 139                    | 179                    | 159                    | 176                    |
| Poids (kg)                  | Poids (kg)                   | NC                     | 1 725                                  | 1 725                                  | 1 725                                  | 1 725                                  | 1 945                  | 1 725                  | 1 725                  | NC                     | NC                     |

### Versions
La nouvelle berline Saab 9-5 se décline en trois versions.
- Linear
- Vector (photo de la fiche)
- Aero

### BreakSportcombi (estate)

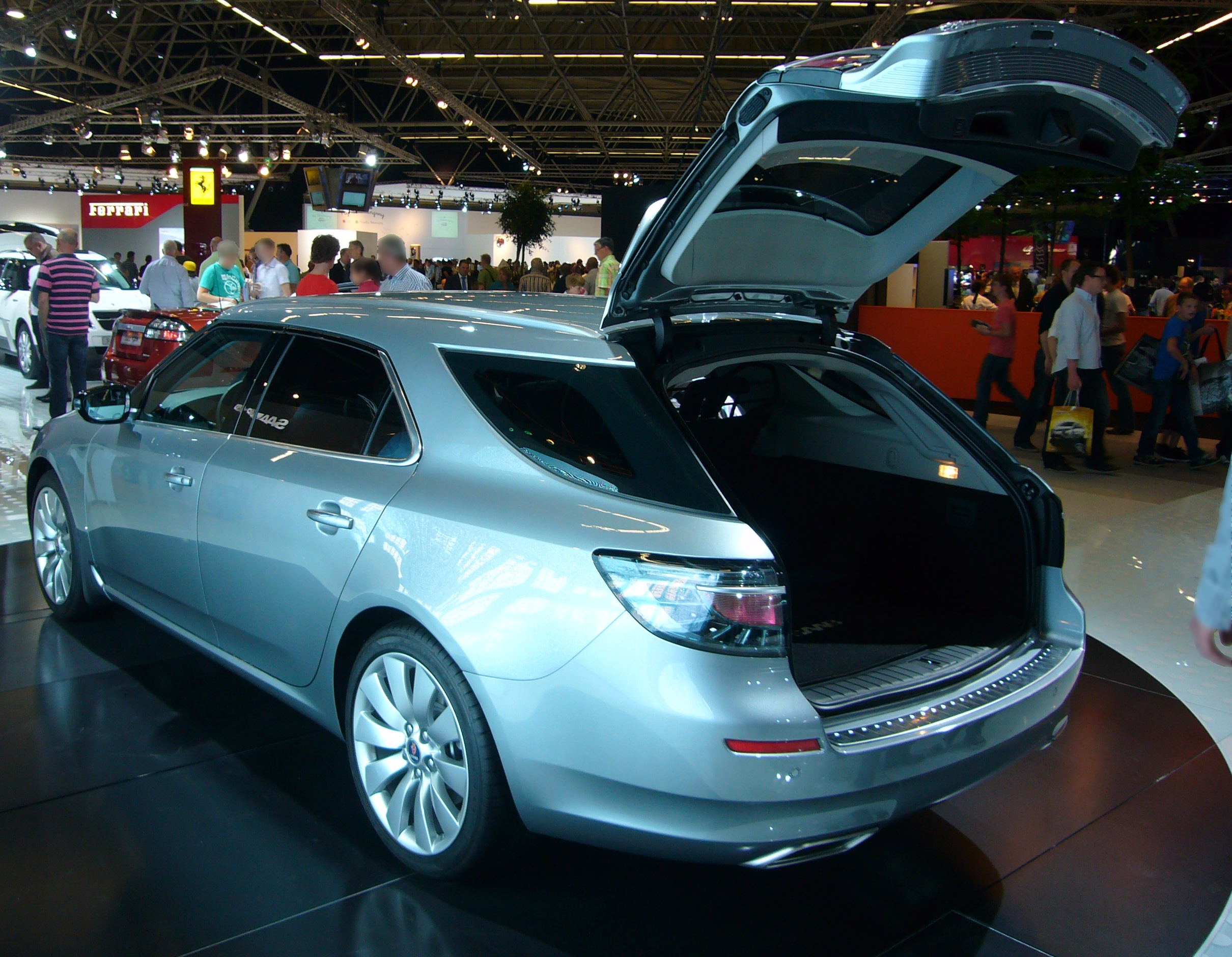
9-5 sportcombi (estate) au salon d'Amsterdam 2011

Présenté au salon automobile de Genève 2011, il apparaîtra plus tardivement en concession à cause des aléas de production, d'abord aux États-Unis puis dans le reste du monde. Deux versions étaient proposées selon le marché, une variante américaine sous la désignation Sport Combi et une variante européenne appelée Estate. La différence se situait au niveau du dessin du hayon ; la variante américaine proposait une porte creusant le bouclier arrière, tandis que la version européenne épousait son galbe. Le coffre en configuration normale, dont les côtés sont parfaitement lisses, autorise un volume de 527 dm3, et 1 600 dm3 avec les sièges arrière rabattus à plat.